# Vitalie Pîrlog
Vitalie Pîrlog (* 28. Juli 1974 in Nisporeni) ist ein moldauischer Politiker und Jurist. Er war vom 14. bis zum 25. September 2009 geschäftsführender Premierminister der Republik Moldau.
Vitalie Pîrlog studierte von 1997 bis 2001 internationales Recht an der Universitatea Liberă Internațională din Moldova (deutsch Freie Internationale Universität Moldaus) in Chișinău. Danach war er zunächst in der moldauischen Präsidialverwaltung tätig. Er wechselte bald ins Justizministerium, wo er in der Abteilung für internationale Beziehungen tätig war. Pîrlog vertrat die Republik Moldau bei zwischenstaatlichen juristischen Einrichtungen wie dem Europäischen Menschenrechtsgerichtshof. Am 20. Oktober 2006 wurde er zum Justizminister ernannt und übte dieses Amt zunächst unter Premierminister Vasile Tarlev und seit März 2008 unter Zinaida Greceanîi aus. Nachdem Greceanîi nach der Niederlage der Kommunisten bei den Wahlen im Juli 2009 ihren Rücktritt angekündigt hatte, wurde Pîrlog von Staatspräsident Vladimir Voronin zum geschäftsführenden Regierungschef ernannt. Er übernahm die Amtsgeschäfte zum 14. September 2009 und übergab diese am 25. September 2009 an Vlad Filat, der an diesem Tag vom Parlament zum neuen Regierungschef gewählt worden war.
Am 11. März 2017 wurde er zum Präsidenten der Commission for the Control of INTERPOL's Files (CCF), einer unabhängigen Kommission von Interpol, die für die datenschutzrechtliche Kontrolle von Dateien verantwortlich ist, ernannt. Im Dezember 2017 wurde er zum Geheimdienstchef in Chișinău ernannt, erklärte aber zum Februar 2018 seinen Rücktritt, um zu Interpol zurückzukehren.